# Rhopocichla atriceps
A Rhopocichla atriceps a madarak osztályának verébalakúak (Passeriformes) rendjébe és a timáliafélék (Timaliidae) családjába tartozó Rhopocichla nem egyetlen faja.

## Rendszerezése
A fajt Thomas C. Jerdon brit ornitológus írta le 1839-ben, a Brachypteryx nembe Brachypteryx atriceps néven. Egyes szervezetek a Dumetia nembe sorolják Dumetia atriceps néven.

## Alfajai
- Rhopocichla atriceps atriceps (Jerdon, 1839)
- Rhopocichla atriceps bourdilloni (Hume, 1876)
- Rhopocichla atriceps nigrifrons (Blyth, 1849)
- Rhopocichla atriceps siccata Whistler, 1941[2]

## Előfordulása
Dél-Ázsiában, India nyugati részén és Srí Lanka területén honos. Természetes élőhelyei a szubtrópusi vagy trópusi mangroveerdők és cserjések, mocsarak és tavak környékén, valamint ültetvények és szántóföldek. Állandó, nem vonuló faj.

## Megjelenése
Testhossza 13 centiméter, testtömege 16-17 gramm.
|  |

## Természetvédelmi helyzete
Az elterjedési területe rendkívül nagy, egyedszáma ugyan csökken,  de még nem éri el a kritikus szintet. A Természetvédelmi Világszövetség Vörös listáján nem fenyegetett fajként szerepel.